# Eric Tweedale
Eric Tweedale (Rochdale, Inglaterra; 5 de mayo de 1921-17 de octubre de 2023) fue un jugador y entrenador de rugby australiano nacido en Inglaterra que jugó en la posición de Prop.

## Carrera

### Club
Jugó toda su carrera con el Parramatta Two Blues de 1936 a 1957 inicialmente como Lock pero terminó jugando de Prop.

### Selecciones provinciales
A nivel provincial representó a los NSW Waratahs luego de regresar de la Segunda Guerra Mundial en 1946, y a los New South Wales Country Cockatoos, con quienes enfrentó a los Leones Británicos e Irlandeses.

### Selección nacional
Representó a Australia en 10 ocasiones de 1946 a 1949, integró la selección que realizó en Tour por Nueva Zelanda en 1946 y en el que realizaron por Reino Unido, Irlanda, Francia y Norteamérica de 1947 a 1948. Hasta el 5 de mayo de 2021 era el jugador de la selección de rugby de Australia con más edad.

### Entrenador
En 1957 tuvo la función de jugador/entrenador con los Parramatta Two Blues, impidiendo el descenso del equipo de la División 1, en el mismo año en el que se retiró como jugador.

### Servicio Militar
Fue militar con la Armada Real Australiana durante la Segunda Guerra Mundial, con los que también aprovechó para jugar rugby con el equipo de la armada en ese tiempo.

## Tras el retiro
Al retirarse, Tweedale fue presidente del Parramatta. Se casó dos veces, primero con Isobel, quien falleció en 1964 y con quien tuvo una hija; y luego con Phyllis, quien murió en 2006. A finales de los años 2000 Eric se reunió con Enid Bradshaw, una mujer que conoció en 1942 durante su servicio militar. Se convertiría en el jefe del Parramatta Two Blues (que más tarde pasaría a llamarse Western Sydney Two Blues). En 2000 lo premiaron con la Medalla Deportiva Australiana. Al cumplir los 100 años el Cumberland City Council renombró el estadio de los Western Sydney Two Blues en  Granville Park como "Eric Tweedale Stadium".